# Compsodrillia excentrica
Compsodrillia excentrica är en snäckart som först beskrevs av Sowerby 1834.  Compsodrillia excentrica ingår i släktet Compsodrillia och familjen Turridae. Inga underarter finns listade i Catalogue of Life.